# Alexandra Moura
Alexandra Moura (Lisboa, 27 de Julho de 1973) é uma estilista portuguesa, apresentando colecções de moda de autor todas as estações, quer nacionalmente como internacionalmente. Foi distinguida com o Prémio Mulheres Criadoras de Cultura, categoria "Design de Moda", em 2014, e com o Globo de Ouro na categoria de Melhor Estilista, em 2018.

## Biografia
Formou-se em 1996 no IADE - Instituto de Arte e Decoração, especializando-se em Projectos de Design de Moda.
Estreou-se na 18.ª edição da ModaLisboa com a apresentação da colecção de Inverno 2002/03 e, desde então, apresenta as suas colecções em diferentes eventos como a ModaLisboa e PortugalFashion. Desde 2002 que Alexandra Moura tem participado como criadora convidada em diversos eventos de Moda internacionais, como Showcase “+ Portugal”, em Barcelona (2002), Semana da Moda de Belgrado, Sérvia (2003 e 2006), Baltic-Sea Hi Fashion Show (2004 e 2005), em Heringsdorf, Alemanha, Dragão Fashion em Fortaleza, Brasil (2005), ModaProp em Cabo Verde (2008), Passarela Mustang Festival Benicassim 09, em Espanha (2009). Também apresentou durante quatro estações na London Fashion Week e tem sido presença assídua em showrooms na Paris Fashion Week.
"Alexandra Moura é a primeira portuguesa no calendário oficial" da Semana da Moda de Milão, tendo sido convidada pela Camera Nazionale della Moda Italiana a participar desde Fevereiro de 2019.
Além das apresentações em desfiles, Alexandra Moura é presença assídua da Paris Fashion Week, desde 2016, através de showrooms. Tem também participado em feiras e showrooms como Bread and Butter, TRANOI Paris, showroom oficial da London Fashion Week, CIFF (Copenhaga), WHITE MILAN.
Alexandra Moura é a única designer portuguesa a integrar as publicações ”Young European Fashion Designers” (2007), “Atlas of Fashion Designers” (2009), ”Mapa da Moda Contemporânea” (2011) e ”The Sourcebook of Fashion Design” (2011).
Desde 2003 que leciona na Escola Superior de Artes (ESART), em Castelo Branco, disciplinas integradas na Licenciatura e no Mestrado de Design de Moda e Têxtil. De março de 2014 até maio de 2018, foi oradora convidada em várias edições do curso de jornalismo de Moda da Pulp Fashion. Desde 2019, Alexandra Moura tem dado formação nos Centros de Formação Modatex (Lisboa) e ETIC.

## Prémios
Em dezembro de 2014, foi distinguida com o Prémio Mulheres Criadoras de Cultura, atribuído pela Comissão para a Cidadania e a Igualdade de Género e pelos gabinetes do Secretário de Estado da Cultura e da Secretária de Estado dos Assuntos Parlamentares e da Igualdade — Governo XX, na categoria "Design de Moda".
Em 2018, venceu o Globo de Ouro na categoria de Melhor Estilista.

## Projectos especiais e Fardamentos
Integrou a coleção de selos dos CTT – “Moda Portuguesa – Criadores de Portugal” (2004), através da criação de um selo alusivo ao seu trabalho e ao seu percurso como designer de moda. Esta coleção faz parte da exposição permanente do Museu dos CTT.
Concebeu e produziu as fardas para a Lusoponte S.A. (2003), para o Bairro Alto Hotel (2005), para o restaurante L´Appart do Hotel Le Meridian Park Atlantic Lisboa (2005), para o Restaurante Tsukiji (2019) do Chef Paulo Morais e ainda desenvolveu uma jaleca para o Chef José Avillez- Restaurante BELCANTO (2017).
Desenvolveu dois projectos com o Cobertor de Papa a pedido da Câmara Municipal da Guarda, uma de merchandise e outra linha de peças conceptuais que integraram o seu desfile de Inverno 2016/2017. A convite da Câmara Municipal de Castelo Branco criou uma peça de autor com a aplicação do Bordado de Castelo Branco, para integrar o espólio do Centro de Interpretação do Bordado de Castelo Branco (2017). Seleccionada pela Startup Lisboa, executou a primeira linha de merchandise (2017) deles.
Alexandra Moura tem desenvolvido vários projectos de figurinos e guarda-roupa. Tendo vestido personalidades como Joana Vasconcelos, Gisela João, Sónia Tavares, Dino D’Santiago. Concebeu o guarda-roupa para o projecto do músico e produtor João Barbosa aka Branko e seus convidados, Sara Tavares, Mayra Andrade, Dino D´Santiago e o rapper Plutónio, que atuaram na gala do Festival da Eurovisão 2018 cujo país anfitrião foi Portugal. Concebeu e produziu o projecto de figurino para o compositor Jonas Runas (2018).
Em 2019, desenvolveu uma colecção cápsula Sumol X Alexandra Moura a convite da Sumol. Em conjunto com a Decenio, criou uma linha que foi apresentada em Outubro de 2019 na ModaLisboa.